# Ваттиньи
Ваттиньи́ (фр. Wattignies) — коммуна во Франции, регион О-де-Франс, департамент Нор, округ Лилль, кантон Фаш-Тюмениль. Пригород Лилля, расположен в 6 км к югу от центра города, в 4 км от автомагистрали А1 «Нор».
Население (2017) — 14 549 человек.

## Достопримечательности
- Церковь Святого Ламберта XVIII—XIX веков с колокольней XVI века
- Шато и парк XVII века
- Пивоварня Оседе Бекар конца XIX века
- Культурный центр Робер Дельфос

## Экономика
Структура занятости населения:
- сельское хозяйство — 1,0 %
- промышленность — 3,4 %
- строительство — 4,0 %
- торговля, транспорт и сфера услуг — 47,7 %
- государственные и муниципальные службы — 43,9 %

Уровень безработицы (2017) — 16,2 % (Франция в целом — 13,4 %, департамент Нор — 17,6 %). 

Среднегодовой доход на 1 человека, евро (2017) — 20 030 (Франция в целом — 21 110, департамент Нор — 19 490).

## Демография
Динамика численности населения, чел.

## Администрация
Пост мэра Ваттиньи с 2008 года занимает Ален Плюс (Alain Pluss). На муниципальных выборах 2020 года возглавляемый им правый список одержал победу в 1-м туре, получив 55,41 % голосов.
| Период | Период | Фамилия       | Партия                             | Примечания                                                   |
| ------ | ------ | ------------- | ---------------------------------- | ------------------------------------------------------------ |
| 1971   | 1999   | Робер Дельфос | Объединение в поддержку Республики | коммерческий директор, член Генерального совета департамента |
| 1999   | 2008   | Ив Смет       | Разные правые                      |                                                              |
| 2008   |        | Ален Плюс     | Разные правые                      | пенсионер                                                    |

## Города-побратимы
- Броадстерз, Великобритания
- Роденкирхен, Германия

## Галерея

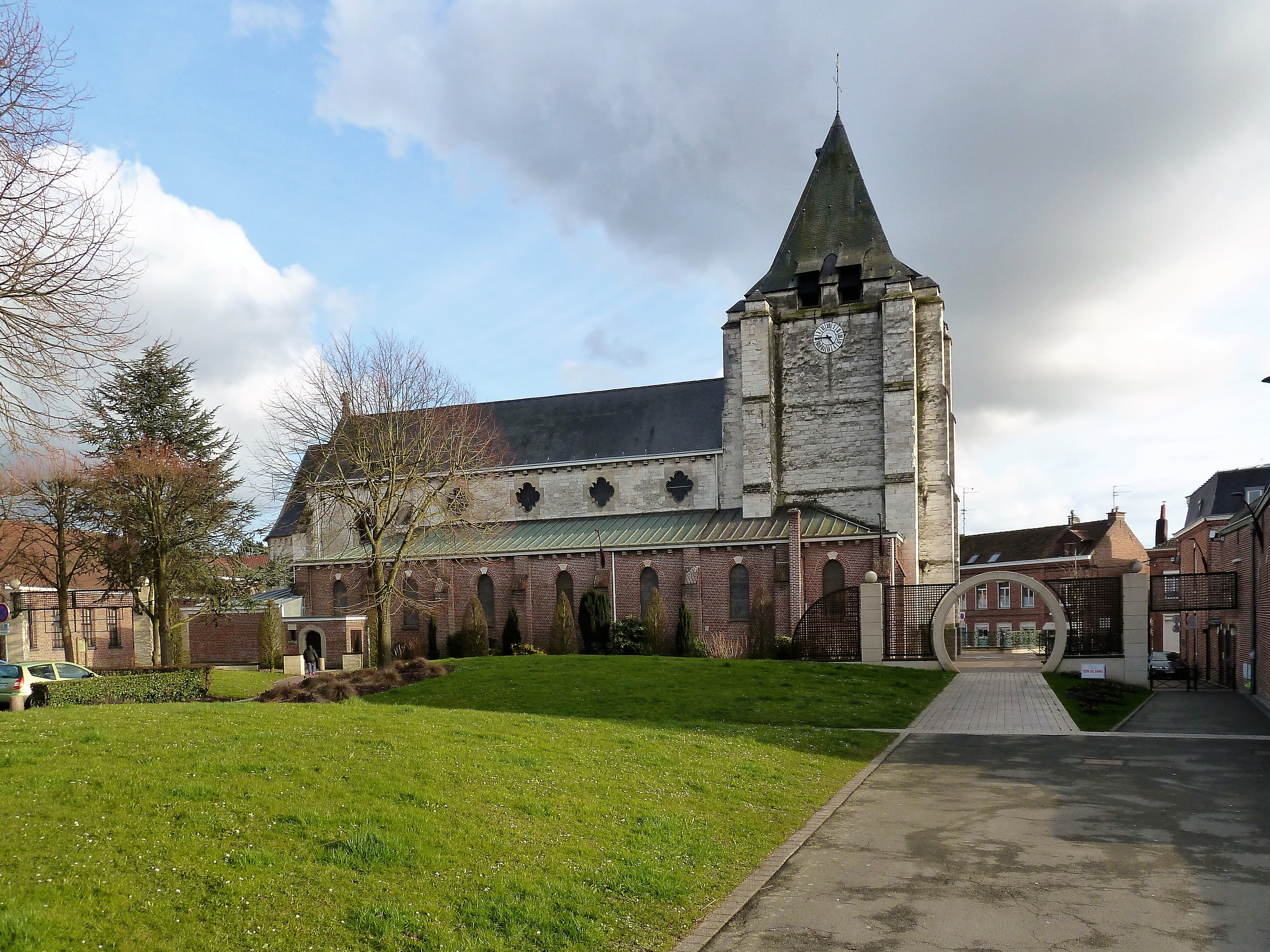
Церковь Святого Ламберта
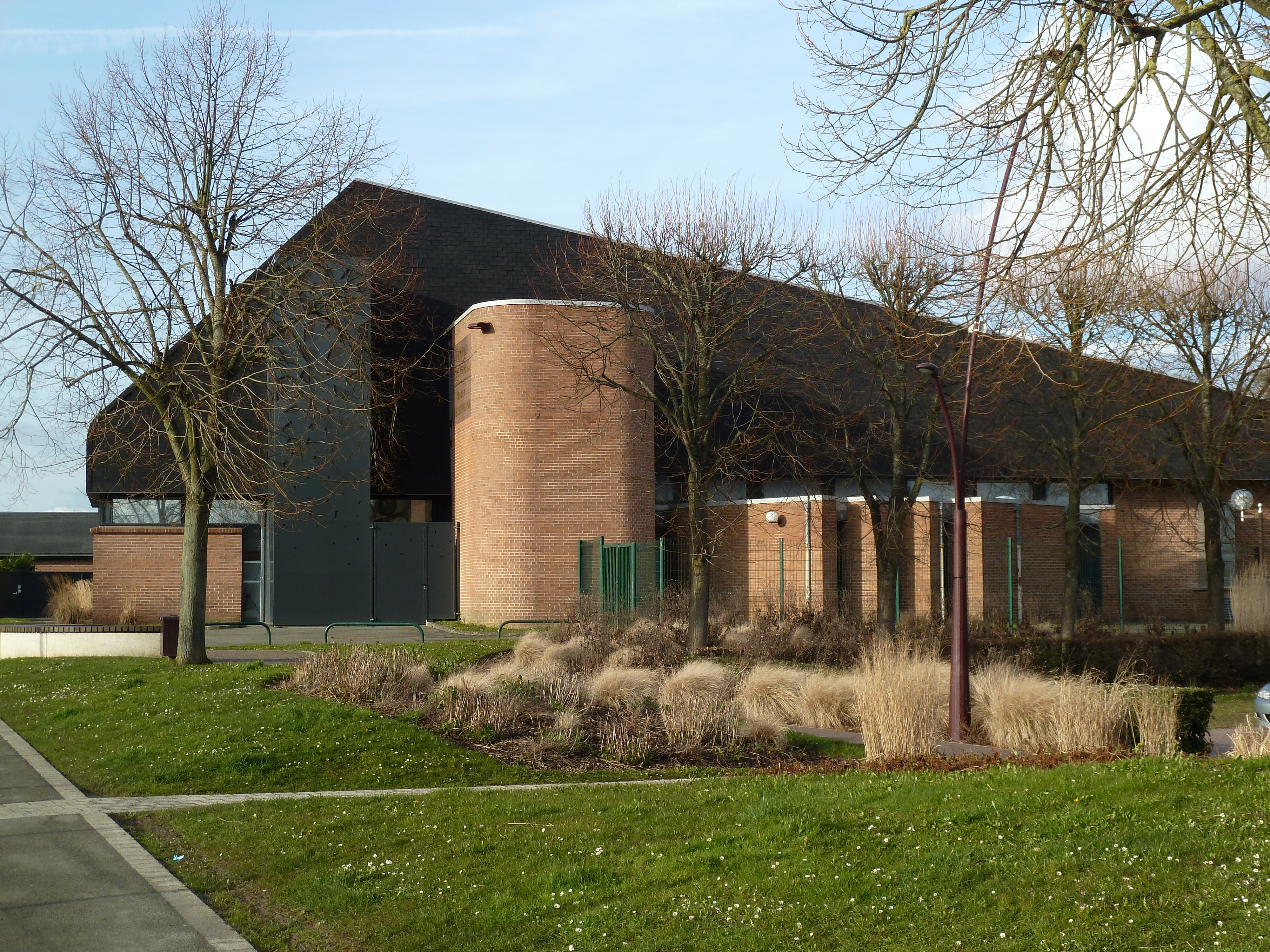
Культурный центр Робер Дельфос

1. 1 2  база данных о французских коммунах — Национальный географический институт Франции, 2015.